# Steyr (řeka)
Steyr je řeka v Rakousku ( Horní Rakousko). Celková délka toku je 68 km. Plocha povodí měří 917,35 km².

## Průběh toku
Pramení v Totes Gebirge přibližně 6 km jihozápadně od obce Hinterstoder v nadmořské výšce 850 m n. m. Na horním toku teče podél východně Národního parku Vápencové Alpy (Kalkalpen). Po 68 km se zleva vlévá do řeky Enže v městě Steyr

## Větší přítoky
- Teichl (P, řkm 45,7)
- Krumme Steyerling (P, řkm 27)